# Xonia
Loredana Sachelaru o simplemente Xonia (Melbourne, Australia, 25 de junio de 1989) es una cantante, actriz, bailarina y compositora rumana nacida en Australia.

## Biografía

### Primeros años
Xonia vio la luz el 25 de junio de 1989 en Melbourne, Australia, de padres rumanos. Su nombre de nacimiento completo es Loredana Sachelaru pero ella empezó a promover a sí misma como "Xonia" desde su adolescencia. A lo largo de su infancia, Xonia manifestado su interés en el ballet y en la edad de 7 años que estaba estudiando bajo los auspicios de la Escuela de Ballet de Australia . Durante los años 1990 Xonia gira por Australia y Europa, con una caravana de baile y ha colaborado con algunas escuelas de ballet de gran prestigio como el Ballet Nacional Inglés y la Real Ballet . A través de su concurrencia con los bailarines de la Compañía , una gira nacional organizada por el Ballet de Australia , a menudo se jugó el clásico papel de Clara en El Cascanueces .
En 1997 comenzó a mostrar Xonia interés por la música y se firmó posteriormente un contrato de grabación con un sello local a principios de 2003. A lo largo de su adolescencia trabajó con varios productores de música, tales como Rob Davis , Doug Brady y Kevin Colbert , para grabar su álbum debut. Al mismo tiempo, se graduó Xonia se graduó de la Escuela Australiana de Ballet (Certificado III en la danza) y fue tomada bajo la tutela de Robert Sturrock , un coreógrafo conocido y el entrenador de baile. A principios de 2000 Xonia dejar a un lado su carrera musical y se centró en la actuación, poco después de que había una serie de apariciones de alto perfil de series de televisión tales como el Arca de Noé , SeaChange , Héroes de Holly y vecinos . 
En 2006 Xonia fue seleccionado para representar a Australia en el concurso de belleza internacional " Diáspora señorita ", donde tuvo la oportunidad de tocar frente a 20.000 espectadores en directo.  El mismo año más tarde actuó en la Melbourne Commonwealth Games de apertura y clausura y se seleccionada para bailar con una estrella invitada, el jugador de fútbol americano Nathan Brown de Richmond equipo. A lo largo de 2007 Xonia mostró su coreografía habilidades al trabajar con la cantante pop Ward, Georgina de sus shows en vivo, que finalmente fue presentado como un bailarín en algunos de los videos de la música producida por Ian Smith y Gissara Laura . A la edad de 19 Xonia matriculado en la Academia de Hollywood Pop en California, donde estudió la teoría de la danza por un corto tiempo.

## Carrera

### Discografía
Álbum Debut
- Debut Album (2010-2011)

Sencillos
1. Someone to love you
2. Take the Lead
3. My Beautiful One
4. Hold On